# Tamarixia sheebae
Tamarixia sheebae är en stekelart som beskrevs av T.C. Narendran 2005. Tamarixia sheebae ingår i släktet Tamarixia och familjen finglanssteklar. Inga underarter finns listade i Catalogue of Life.